# Silent Storm
Silent Storm – komputerowa strategiczna gra turowa na komputery osobiste stworzona przez Nival Interactive i wydana przez Jowood Productions w 2003. Gracz kieruje zespołem sześciu specjalnie wyszkolonych żołnierzy podczas różnych operacji w alternatywnych realiach II wojny światowej. Gra zawiera elementy cRPG w postaci ulepszania umiejętności, doświadczenia itp., w praktyce należy więc do gatunku taktycznych gier fabularnych.

## Fabuła
Historia gry opowiada o żołnierzach jednostki specjalnej SE2 (2 Jednostka Specjalna) (po stronie aliantów) i SSA (2 Sekcja Abwehry) (dla żołnierzy Osi).
Gra nie jest dokładnym odwzorowaniem misji, które wypełniały grupy wyżej wymienione. Fabuła gry jest osnuta wokół tajnego projektu badawczego i zarazem grupy terrorystycznej – „Młota Thora”.

## Rozgrywka
Silent Storm nie jest zwyczajną grą RPG, której akcja rozgrywa się podczas II wojny światowej. Gra toczy się w trybie turowym (ale istnieje również możliwość, dzięki której można się przemieszczać w trybie czasu rzeczywistego – RTS). Gracz wykorzystuje punkty akcji, dzięki którym może wykonać daną czynność, jak np.: strzał precyzyjny, ruch albo przeładowanie broni. Możliwe jest też zdobycie broni na wrogu.
W grze występuje 75 rodzajów broni, w tym kilka fikcyjnych. Jedną z takich broni jest Panzerklein – kombinezony bojowe (w wersji A, B lub C) z wbudowanym uzbrojeniem. Do przejścia jest bardzo dużo misji i dodatkowo możliwość rozegrania spotkań losowych na terenach map, tj. na Syberii, w Hanowerze lub w innych lokacjach.

## Kontynuacje
Nival Interactive wraz z JoWooD wyprodukowała dodatek do gry pt. Silent Storm: Sentinels. Opowiada on o powojennej organizacji zwanej „Strażnicy”, która walczy z niedobitkami żołnierzy „Młota Thora”, próbującymi wykraść tajne informacje III Rzeszy dotyczącej broni rakietowej.
„Silent Storm: Sentinels” poprawia większość błędów związanych z dźwiękiem. Dodaje także system ekonomiczny, aczkolwiek „Strażnicy” nie są ugrupowaniem wspomaganym państwowo.
Dodano dowolny ubiór każdego żołnierza. Także sztuczna inteligencja wzrosła. Przypisano także do gry żołnierzy, którzy są znani z oryginału.
Na silniku Silent Storm stworzono grę Hammer & Sickle: Red Assault (tłum. „Sierp i Młot: Czerwony Szturm”). Początkowo miał to być dodatek do Silent Storm o nazwie „S4: Red Assault”, jednakże modyfikacja przeszła obróbki i ostatecznie została wydana jako samodzielna gra.